# Danh sách Kitô hữu đoạt giải Nobel
Theo 100 Years of Nobel Prize (2005), Kitô hữu đã nhận được tổng cộng là 423 giải Nobel. Kitô hữu nhận được 78.3 % tổng số Giải Nobel Hòa bình, 72.5% tổng số Giải Nobel Hóa học, 65.3% tổng số Giải Nobel Vật Lý, 62% tổng số Giải Nobel Sinh lý học và Y khoa, 54% tổng số Giải Nobel Kinh tế và 49.5% tổng số Giải Nobel Văn học.
Có ba nhánh của Thiên Chúa giáo là Giáo hội Công giáo Rôma, Chính thống giáo Đông phương, và Tin Lành. Bắt đầu từ năm 1901 đến năm 2000 đã có 654 người đạt giải Nobel. Trong đó 31.8% là Kitô hữu theo hệ phái Tin Lành thuộc các nhóm khác nhau, với tổng số 208 giải Nobel. 20.3% là Kitô hữu (không có thông tin về hệ phái; 133 giải Nobel), 11.6 % là Kitô hữu theo Giáo hội Công giáo Rôma và 1.6% là Kitô hữu theo hệ phái Chính thống giáo Đông phương.
Kitô hữu chiếm khoảng 33.2 % tổng dân số thế giới và đã đoạt được 65.4% tổng số giải Nobel từng được trao.

## Vật lý
| Năm  | Người nhận giải | Người nhận giải                 | Quốc gia                          | Hệ phái                                                                               | Cơ sở lý luận |
| ---- | --------------- | ------------------------------- | --------------------------------- | ------------------------------------------------------------------------------------- | --- |
| 1901 |                 | Wilhelm Conrad Röntgen          | Đế quốc Đức                       | Giáo hội Công giáo Rôma                                                               | "để ghi nhận những đóng góp phi thường ông mang lại nhờ phát hiện về những tia mà sau này được đặt theo tên ông"                                                                                      |
| 1902 |                 | Hendrik Lorentz                 | Hà Lan                            | Tin Lành                                                                              | "để ghi nhận những đóng góp phi thường mà họ mang lại nhờ nghiên cứu về ảnh hưởng của từ tính tới hiện tượng bức xạ"                                                                                  |
| 1902 |                 | Pieter Zeeman                   | Hà Lan                            | Giáo hội Cải cách Hà Lan                                                              | "để ghi nhận những đóng góp phi thường mà họ mang lại nhờ nghiên cứu về ảnh hưởng của từ tính tới hiện tượng bức xạ"                                                                                  |
| 1903 |                 | Antoine Henri Becquerel         | Pháp                              | Giáo hội Công giáo Rôma                                                               | "vì khám phá ra hiện tượng phóng xạ tự nhiên" |
| 1904 |                 | Nam tước Rayleigh               | Liên hiệp Anh                     | Anh giáo                                                                              | "vì những nghiên cứu về mật độ các khí lý tượng nặng và phát hiện ra khí argon" |
| 1905 |                 | Philipp Eduard Anton von Lenard | Áo-Hung · Đế quốc Đức             | Thiên Chúa Giáo                                                                       | "vì nghiên cứu về tia âm cực" |
| 1906 |                 | Joseph John Thomson             | Liên hiệp Anh                     | Anh giáo                                                                              | "vì những nghiên cứu lý thuyết và thực nghiệm về quá trình dẫn điện trong chất khí" |
| 1909 |                 | Guglielmo Marconi               | Vương quốc Ý                      | Giáo hội Công giáo Rôma                                                               | "vì những đóng góp cho sự phát triển của điện báo không dây" |
| 1914 |                 | Max von Laue                    | Đế quốc Đức                       | Thiên Chúa Giáo                                                                       | "vì khám phá về sự nhiễu xạ của tia X bằng tinh tể", một bước tiến quan trọng cho sự phát triển của quang phổ tia X.                                                                                  |
| 1915 |                 | William Henry Bragg             | Liên hiệp Anh                     | Thiên Chúa Giáo                                                                       | "vì những đóng góp cho phân tích cấu trúc tinh thể bằng tia X", một bước tiến quan trọng cho sự phát triển của tinh thể học tia X                                                                     |
| 1915 |                 | William Lawrence Bragg          | Úc Liên hiệp Anh                  | Thiên Chúa Giáo                                                                       | "vì những đóng góp cho phân tích cấu trúc tinh thể bằng tia X", một bước tiến quan trọng cho sự phát triển của tinh thể học tia X                                                                     |
| 1917 |                 | Charles Glover Barkla           | Liên hiệp Anh                     | Hội Giám Lý                                                                           | "vì phát hiện về bức xạ tia X đặc trưng của các nguyên tố", một bước tiến quan trọng khác cho sự phát triển của quang phổ tia X                                                                       |
| 1918 |                 | Max Planck                      | Đế quốc Đức                       | Được dạy dỗ và lớn lên với đức tin Luther, về sau theo thuyết thần giáo tự nhiên      | "vì những đóng góp cho sự tiến bộ của vật lý nhờ phát hiện ra năng lượng lượng tử" |
| 1919 |                 | Johannes Stark                  | Cộng hòa Weimar                   | Thiên Chúa Giáo                                                                       | "vì phát hiện về hiệu ứng Doppler trong tia dương cực và sự phân tách vạch quang phổ trong điện trường"                                                                                               |
| 1923 |                 | Robert Andrews Millikan         | Hoa Kỳ                            | Thiên Chúa Giáo                                                                       | "vì nghiên cứu về điện tích cơ bản của điện và hiệu ứng quang điện" |
| 1925 |                 | Gustav Hertz                    | Cộng hòa Weimar                   | Giáo hội Luther                                                                       | "vì khám phá về các định luật chi phối ảnh hưởng của electron lên nguyên tử" |
| 1927 |                 | Arthur Holly Compton            | Hoa Kỳ                            | Giáo hội Trưởng lão                                                                   | "vì phát hiện về hiệu ứng được đặt tên theo ông" |
| 1932 |                 | Werner Heisenberg               | Cộng hòa Weimar                   | Giáo hội Trưởng lão                                                                   | "vì đã xây dựng cơ học lượng tử và nhờ đó tìm ra dạng hình thù của khí hydro" |
| 1936 |                 | Victor Francis Hess             | Bản mẫu:Country data Liên bang Áo | Thiên Chúa Giáo, viết về chủ đề về khoa học và tôn giáo trong bài báo "My Faith".     | "vì đã khám phá ra tia vũ trụ" |
| 1937 |                 | George Paget Thomson            | Liên hiệp Anh                     | Thiên Chúa Giáo                                                                       | "vì khám phá thực nghiệm về sự nhiễu xạ electron trên tinh thể" |
| 1938 |                 | Enrico Fermi                    | Vương quốc Ý                      | Được dạy dỗ và lớn lên với đức tin Công giáo Rôma, về sau theo thuyết bất khả tri     | "vì chứng minh sự tồn tại của các nguyên tố phóng xạ mới nhờ chiếu xạ neutron, và phát hiện liên quan về phản ứng hạt nhân sinh ra do neutron chậm"                                                   |
| 1945 |                 | Wolfgang Pauli                  | Áo                                | Được dạy dỗ và lớn lên với đức tin Công giáo Rôma                                     | "vì đã phát hiện ra nguyên lý Loại trừ, hay còn gọi là nguyên lý Pauli" |
| 1951 |                 | John Douglas Cockcroft          | Liên hiệp Anh                     | Thiên Chúa Giáo                                                                       | "vì công trình nghiên phong về biến tố hạt nhân bằng các hạt nguyên tử được gia tốc nhân tạo" |
| 1951 |                 | Ernest Thomas Sinton Walton     | Cộng hòa Ireland                  | Hội Giám Lý                                                                           | "vì công trình nghiên phong về biến tố hạt nhân bằng các hạt nguyên tử được gia tốc nhân tạo" |
| 1952 |                 | Edward Mills Purcell            | Hoa Kỳ                            | Tin Lành                                                                              | "vì đã phát triển các phương pháp mới đo chính xác từ hạt nhân và các khám phá có liên quan" |
| 1953 |                 | Frits Zernike                   | Hà Lan                            | Tin Lành                                                                              | "vì đã phát triển phương pháp tương phản pha, đặc biệt là phát minh ra kính hiển vi tương phản pha"                                                                                                   |
| 1954 |                 | Max Born                        | Tây Đức Liên hiệp Anh             | Lutheran                                                                              | "vì nghiên cứu cơ bản về cơ học lượng tử, đặc biệt là đề xuất biểu diễn thống kê của hàm sóng" |
| 1954 |                 | Walther Bothe                   | Tây Đức                           | Tin Lành                                                                              | "vì đã tìm ra phương pháp trùng phùng và những khám phá liên quan" |
| 1955 |                 | Willis Eugene Lamb              | Hoa Kỳ                            | Tin Lành                                                                              | "vì những khám phá về cấu trúc tinh tế của quang phổ hydro" |
| 1955 |                 | Polykarp Kusch                  | Hoa Kỳ                            | Tin Lành                                                                              | "vì đã xác định chính xác mômen từ của electron" |
| 1958 |                 | Ilya Frank                      | Liên Xô                           | Giáo hội Chính thống giáo Nga (cũng là người Do Thái)                                 | "vì đã tìm ra và giải thích hiệu ứng Cherenkov" |
| 1963 |                 | Maria Goeppert-Mayer            | Hoa Kỳ                            | Thiên Chúa Giáo                                                                       | "vì những phát hiện liên quan đến cấu trúc hạt nhân dạng lớp" |
| 1963 |                 | J. Hans D. Jensen               | Tây Đức                           | Thiên Chúa Giáo                                                                       | "vì những phát hiện liên quan đến cấu trúc hạt nhân dạng lớp" |
| 1964 |                 | Charles Hard Townes             | Hoa Kỳ                            | Tin Lành (Giáo hội Thống nhất của chúa Kitô)                                          | "vì công trình nghiên cứu cơ bản trong lĩnh vực điện lượng tử dẫn đến việc chế tạo các máy tạo dao động và máy khuếch đại dựa trên nguyên lý maser–laser"                                             |
| 1971 |                 | Dennis Gabor                    | Vương quốc Hungary Liên hiệp Anh  | Được dạy dỗ và lớn lên trong đức tin Tin Lành, nhưng coi mình theo thuyết bất khả tri | "vì đã phát minh ra và phát triển phương pháp chụp ảnh ba chiều" |
| 1974 |                 | Antony Hewish                   | Liên hiệp Anh                     | Thiên Chúa Giáo                                                                       | "vì nghiên cứu tiên phong trong vật lý thiên văn vô tuyến: Ryle đã có những quan sát và phát minh, cụ thể là kỹ thuật tổng hợp độ mờ, và Hewish có vai trò quyết định trong việc tìm ra các sao xung" |
| 1980 |                 | James Watson Cronin             | Hoa Kỳ                            | Tin Lành                                                                              | "vì đã tìm ra sự vi phạm các nguyên lý đối xứng cơ bản trong phân rã K-meson trung tính" |
| 1984 |                 | Carlo Rubbia                    | Ý                                 | Giáo hội Công giáo Rôma                                                               | "vì những đóng góp quyết định trong thí nghiệm dẫn tới tìm ra các hạt W và Z truyền tương tác yếu" |
| 1985 |                 | Klaus von Klitzing              | Tây Đức                           | Giáo hội Công giáo Rôma                                                               | "vì phát hiện ra hiệu ứng Hall lượng tử" |
| 1993 |                 | Joseph Hooton Taylor, Jr.       | Hoa Kỳ                            | Quaker                                                                                | "vì phát hiện về một loại sao xung mới, một phát hiện giúp nghiên cứu về sự hấp dẫn" |
| 1996 |                 | Douglas D. Osheroff             | Hoa Kỳ                            | Giáo hội Luther                                                                       | "vì phát hiện về tính siêu lỏng trong helium-3" |
| 1997 |                 | William Daniel Phillips         | Hoa Kỳ                            | Tin Lành (Giáo hội Giám Lý Thống nhất)                                                | "vì đã phát triển phương pháp làm lạnh và bẫy nguyên tử bằng laser" |
| 2002 |                 | Riccardo Giacconi               | Ý Hoa Kỳ                          | Giáo hội Công giáo Rôma                                                               | "vì những đóng góp tiên phong cho vật lý thiên văn, dẫn đến phát hiện ra nguồn tia X vũ trụ" |
| 2007 |                 | Peter Grünberg                  | Đức                               | Giáo hội Công giáo Rôma                                                               | "vì khám phá về hiệu ứng từ điện trở khổng lồ" |

## Hóa học
| Năm  | Người nhận giải                                            | Người nhận giải                           | Quốc gia                           | Hệ phái                                             | Cơ sở lý luận |
| ---- | ---------------------------------------------------------- | ----------------------------------------- | ---------------------------------- | --------------------------------------------------- | --- |
| 1901 |                                                            | Jacobus Henricus van 't Hoff              | Hà Lan                             | Tin Lành                                            | "[vì] khám phá về các định luật về động lực hóa học và áp suất thẩm thấu trong dung dịch"                                                          |
| 1902 |                                                            | Hermann Emil Fischer                      | Đế quốc Đức                        | Tin Lành                                            | "[vì] nghiên cứu về sự tổng hợp nhóm đường và purine"                                                                                              |
| 1904 |                                                            | Sir William Ramsay                        | Liên hiệp Anh                      | Tin Lành                                            | "[vì] phát hiện về các nguyên tố khí trơ trong không khí, và xác định vị trí của chúng trong bảng tuần hoàn"                                       |
| 1905 |                                                            | Johann Friedrich Wilhelm Adolf von Baeyer | Đế quốc Đức                        | Giáo hội Luther (gốc Do Thái)                       | "[vì] sự phát triển ngành hóa hữu cơ và công nghiệp hóa học, qua các nghiên cứu về thuốc nhuộm hữu cơ và hợp chất hydrocarbon thơm"                |
| 1907 |                                                            | Eduard Buchner                            | Đế quốc Đức                        | Tin Lành                                            | "vì những nghiên cứu hóa sinh và khám phá về sự lên men không cần tế bào"                                                                          |
| 1908 |                                                            | Ernest Rutherford                         | Liên hiệp Anh New Zealand          | Tin Lành                                            | "vì những nghiên cứu về sự phân rã của các nguyên tố, và hóa học các chất phóng xạ"                                                                |
| 1910 |                                                            | Otto Wallach                              | Đế quốc Đức                        | Tin Lành                                            | "[vì] những cống hiến cho ngành hóa hữu cơ và công nghiệp hóa học bằng nghiên cứu tiên phong trong lĩnh vực các hợp chất alicyclic"                |
| 1913 |                                                            | Alfred Werner                             | Thụy Sĩ                            | Được dạy dỗ và lớn lên trong đức tin Công giáo Rôma | "[vì] nghiên cứu về liên kết nguyên tử trong phân tử [...] đặc biệt là trong hóa vô cơ"                                                            |
| 1918 |                                                            | Fritz Haber                               | Đế quốc Đức                        | Cải đạo từ Do Thái giáo sang Tin Lành               | "vì sự tổng hợp ammoniac từ các nguyên tố" |
| 1920 |                                                            | Walther Hermann Nernst                    | Cộng hòa Weimar                    | Tin Lành                                            | "[vì] nghiên cứu về nhiệt hóa học" |
| 1921 |                                                            | Frederick Soddy                           | Liên hiệp Anh                      | Tin Lành                                            | "vì những đóng góp vào kiến thức của chúng ta về tính chất hóa học của chất phóng xạ, và những nghiên cứu về nguồn gốc và bản chất của đồng vị"    |
| 1922 |                                                            | Francis William Aston                     | Liên hiệp Anh                      | Tin Lành                                            | "vì khám phá, bằng máy quang phổ khối, về đồng vị, trong nhiều nguyên tố phóng xạ, và đã đưa ra quy tắc số nguyên"                                 |
| 1923 |                                                            | Fritz Pregl                               | Áo                                 | Thiên Chúa Giáo                                     | "vì đã đưa ra phương pháp vi phân tích chất hữu cơ"                                                                                                |
| 1925 | liên kết=link=Special:FilePath/Richard Adolf Zsigmondy.jpg | Richard Adolf Zsigmondy                   | Cộng hòa Weimar Vương quốc Hungary | Tin Lành                                            | "vì đã chứng minh được tính không đồng nhất của dung dịch keo và phương pháp ông đã sử dụng"                                                       |
| 1926 |                                                            | The (Theodor) Svedberg                    | Thụy Điển                          | Thiên Chúa Giáo                                     | "vì nghiên cứu về hệ phân tán" |
| 1927 |                                                            | Heinrich Otto Wieland                     | Cộng hòa Weimar                    | Thiên Chúa Giáo                                     | "vì những nghiên cứu về acid mật và các chất liên quan"                                                                                            |
| 1928 |                                                            | Adolf Otto Reinhold Windaus               | Cộng hòa Weimar                    | Thiên Chúa Giáo                                     | "[vì] nghiên cứu về sterol và mối quan hệ của chúng vitamin"                                                                                       |
| 1929 |                                                            | Arthur Harden                             | Liên hiệp Anh                      | Thiên Chúa Giáo                                     | "vì nghiên cứu về sự lên men đường và các enzym lên men"                                                                                           |
| 1929 |                                                            | Hans Karl August Simon von Euler-Chelpin  | Thụy Điển                          | Thiên Chúa Giáo                                     | "vì nghiên cứu về sự lên men đường và các enzym lên men"                                                                                           |
| 1930 |                                                            | Hans Fischer                              | Cộng hòa Weimar                    | Tin Lành                                            | "vì những nghiên cứu về cấu tạo của hemin và diệp lục và đặc biệt là về tổng hợp hemin"                                                            |
| 1931 |                                                            | Carl Bosch                                | Cộng hòa Weimar                    | Tin Lành                                            | "[vì] những đóng góp của họ vào sự ra đời và phát triển phương pháp hóa học áp suất cao "                                                          |
| 1931 |                                                            | Friedrich Bergius                         | Cộng hòa Weimar                    | Tin Lành                                            | "[vì] những đóng góp của họ vào sự ra đời và phát triển phương pháp hóa học áp suất cao "                                                          |
| 1934 |                                                            | Harold Clayton Urey                       | Hoa Kỳ                             | Giáo hội Brethren                                   | "vì phát hiện về hydro nặng" |
| 1937 |                                                            | Paul Karrer                               | Thụy Sĩ                            | Thiên Chúa Giáo                                     | "vì những nghiên cứu về carotenoid, flavin và các vitamin A và B2"                                                                                 |
| 1938 |                                                            | Richard Kuhn                              | Đức Quốc Xã                        | Giáo hội Công giáo Rôma                             | "vì nghiên cứu về carotenoid và vitamin" |
| 1939 |                                                            | Leopold Ruzicka                           | Thụy Sĩ                            | Giáo hội Công giáo Rôma                             | "vì nghiên cứu về polymethylene và terpene bậc cao"                                                                                                |
| 1943 |                                                            | George de Hevesy                          | Vương quốc Hungary                 | Giáo hội Công giáo Rôma (người Hungary gốc Do Thái) | "vì nghiên cứu về việc sử dụng đồng vị làm nguyên tử đánh dấu trong việc nghiên cứu các quá trình hóa học"                                         |
| 1944 |                                                            | Otto Hahn                                 | Đức Quốc Xã                        | Tin Lành                                            | "vì khám phá về sự phân hạch của các hạt nhân nặng"                                                                                                |
| 1945 |                                                            | Artturi Ilmari Virtanen                   | Phần Lan                           | Tin Lành                                            | "vì nghiên cứu và những phát minh trong khoa học nông nghiệp và dinh dưỡng, đặc biệt là phương pháp bảo quản thức ăn gia súc"                      |
| 1946 |                                                            | James Batcheller Sumner                   | Hoa Kỳ                             | Thiên Chúa Giáo                                     | "vì phát hiện ra enzym có thể bị kết tinh" |
| 1946 |                                                            | John Howard Northrop                      | Hoa Kỳ                             | Thiên Chúa Giáo                                     | "for their preparation of enzymes and virus proteins in a pure form"                                                                               |
| 1946 |                                                            | Wendell Meredith Stanley                  | Hoa Kỳ                             | Thiên Chúa Giáo                                     | "for their preparation of enzymes and virus proteins in a pure form"                                                                               |
| 1947 |                                                            | Sir Robert Robinson                       | Liên hiệp Anh                      | Tin Lành                                            | "for his investigations on plant products of biological importance, especially the alkaloids"                                                      |
| 1949 | Tập tin:William Giauque Nobel.jpg                          | William Francis Giauque                   | Hoa Kỳ                             | Tin Lành                                            | "for his contributions in the field of chemical thermodynamics, particularly concerning the behaviour of substances at extremely low temperatures" |
| 1950 |                                                            | Otto Paul Hermann Diels                   | Tây Đức                            | Thiên Chúa Giáo                                     | "for their discovery and development of the diene synthesis"                                                                                       |
| 1950 |                                                            | Kurt Alder                                | Tây Đức                            | Thiên Chúa Giáo                                     | "for their discovery and development of the diene synthesis"                                                                                       |
| 1953 |                                                            | Hermann Staudinger                        | Tây Đức                            | Thiên Chúa Giáo                                     | "for his discoveries in the field of macromolecular chemistry"                                                                                     |
| 1962 |                                                            | Max Ferdinand Perutz                      | Liên hiệp Anh                      | Raised Giáo hội Công giáo Rôma                      | "for his studies of the structures of globular proteins"                                                                                           |
| 1963 |                                                            | Karl Ziegler                              | Tây Đức                            | Lutheran                                            | "for their discoveries in the field of the chemistry and technology of high polymers"                                                              |
| 1963 |                                                            | Giulio Natta                              | Ý                                  | Giáo hội Công giáo Rôma                             | "for their discoveries in the field of the chemistry and technology of high polymers"                                                              |
| 1964 |                                                            | Dorothy Crowfoot Hodgkin                  | Liên hiệp Anh                      | Thiên Chúa Giáo                                     | "for her determinations by X-ray techniques of the structures of important biochemical substances"                                                 |
| 1969 |                                                            | Odd Hassel                                | Na Uy                              | Tin Lành                                            | "for his contributions to the development of the concept of conformation and its application in chemistry"                                         |
| 1970 |                                                            | Luis F. Leloir                            | Argentina                          | Giáo hội Công giáo Rôma                             | "for his discovery of sugar nucleotides and his role in the biosynthesis of carbohydrates"                                                         |
| 1971 |                                                            | Gerhard Herzberg                          | Canada Tây Đức                     | Thiên Chúa Giáo                                     | "for his contributions to the knowledge of electronic structure and geometry of molecules, particularly free radicals"                             |
| 1975 |                                                            | John Warcup Cornforth                     | Úc Liên hiệp Anh                   | Presbyterian                                        | "for his work on the stereochemistry of enzyme-catalyzed reactions"                                                                                |
| 1975 |                                                            | Vladimir Prelog                           | Nam Tư Thụy Sĩ                     | Giáo hội Công giáo Rôma                             | "for his research into the stereochemistry of organic molecules and reactions"                                                                     |
| 1984 |                                                            | Robert Bruce Merrifield                   | Hoa Kỳ                             | Thiên Chúa Giáo                                     | "for his development of methodology for chemical synthesis on a solid matrix"                                                                      |
| 1990 |                                                            | Elias James Corey                         | Hoa Kỳ                             | Thiên Chúa Giáo (Chính thống giáo Đông phương)      | "for his development of the theory and methodology of organic synthesis"                                                                           |
| 1995 |                                                            | Mario J. Molina                           | Mexico                             | Giáo hội Công giáo Rôma                             | "for their work in atmospheric chemistry, particularly concerning the formation and decomposition of ozone"                                        |
| 1995 |                                                            | F. Sherwood Rowland                       | Hoa Kỳ                             | Thiên Chúa Giáo                                     | "for their work in atmospheric chemistry, particularly concerning the formation and decomposition of ozone"                                        |
| 1996 |                                                            | Robert F. Curl Jr.                        | Hoa Kỳ                             | Methodist                                           | "for their discovery of fullerenes" |
| 1996 |                                                            | Richard E. Smalley                        | Hoa Kỳ                             | Thiên Chúa Giáo                                     | "for their discovery of fullerenes" |
| 2003 |                                                            | Peter Agre                                | Hoa Kỳ                             | Lutheran                                            | "for discoveries concerning channels in cell membranes [...] for the discovery of water channels"                                                  |
| 2007 |                                                            | Gerhard Ertl                              | Đức                                | Thiên Chúa Giáo                                     | "for his studies of chemical processes on solid surfaces"                                                                                          |
| 2012 |                                                            | Brian Kobilka                             | Hoa Kỳ                             | Giáo hội Công giáo Rôma                             | "for studies of G-protein-coupled receptors" |
| 2014 |                                                            | Stefan W. Hell                            | România                            | Tin Lành                                            | "for the development of super-resolved fluorescence microscopy"                                                                                    |

## Sinh lý và Y học
| Năm  | Người nhận giải                       | Người nhận giải                     | Quốc gia                 | Hệ phái                                                   | Cơ sở lý luận |
| ---- | ------------------------------------- | ----------------------------------- | ------------------------ | --------------------------------------------------------- | --- |
| 1901 |                                       | Emil Adolf von Behring              | Đức                      | Tin Lành                                                  | "for his work on serum therapy, especially its application against diphtheria, by which he has opened a new road in the domain of medical science and thereby placed in the hands of the physician a victorious weapon against illness and deaths" |
| 1902 |                                       | Sir Ronald Ross                     | Anh Ấn Độ                | Tin Lành                                                  | "for his work on malaria, by which he has shown how it enters the organism and thereby has laid the foundation for successful research on this disease and methods of combating it"                                                                |
| 1903 |                                       | Niels Ryberg Finsen                 | Đan Mạch (Faroe Islands) | Tin Lành                                                  | "[for] his contribution to the treatment of diseases, especially lupus vulgaris, with concentrated light radiation, whereby he has opened a new avenue for medical science"                                                                        |
| 1905 |                                       | Robert Koch                         | Đức                      | Thiên Chúa Giáo                                           | "for his investigations and discoveries in relation to tuberculosis" |
| 1906 |                                       | Camillo Golgi                       | Ý                        | Giáo hội Công giáo Rôma                                   | "in recognition of their work on the structure of the nervous system" |
| 1906 |                                       | Santiago Ramón y Cajal              | Tây Ban Nha              | Giáo hội Công giáo Rôma                                   | "in recognition of their work on the structure of the nervous system" |
| 1909 |                                       | Emil Theodor Kocher                 | Thuỵ Sĩ                  | Tin Lành (Moravian Church)                                | "for his work on the physiology, pathology and surgery of the thyroid gland" |
| 1910 |                                       | Albrecht Kossel                     | Đức                      | Tin Lành                                                  | "in recognition of the contributions to our knowledge of cell chemistry made through his work on proteins, including the nucleic substances" |
| 1912 |                                       | Alexis Carrel                       | Pháp                     | Giáo hội Công giáo Rôma                                   | "[for] his work on vascular suture and the transplantation of blood vessels and organs" |
| 1919 |                                       | Jules Bordet                        | Bỉ                       | Thiên Chúa Giáo                                           | "for his discoveries relating to immunity" |
| 1920 |                                       | Schack August Steenberg Krogh       | Đan Mạch                 | Tin Lành                                                  | "for his discovery of the capillary motor regulating mechanism" |
| 1923 |                                       | Sir Frederick Grant Banting         | Canada                   | Tin Lành (United Church of Canada)                        | "for the discovery of insulin" |
| 1924 |                                       | Willem Einthoven                    | Hà Lan                   | Tin Lành (Lutheran)                                       | "for the discovery of the mechanism of the electrocardiogram" |
| 1926 |                                       | Johannes Andreas Grib Fibiger       | Đan Mạch                 | Lutheran                                                  | "for his discovery of the Spiroptera carcinoma" |
| 1928 |                                       | Charles Jules Henri Nicolle         | Pháp                     | Giáo hội Công giáo Rôma                                   | "for his work on typhus" |
| 1929 |                                       | Christiaan Eijkman                  | Hà Lan                   | Tin Lành                                                  | "for his discovery of the antineuritic vitamin" |
| 1929 |                                       | Sir Frederick Gowland Hopkins       | Anh                      | Thiên Chúa Giáo                                           | "for his discovery of the growth-stimulating vitamins" |
| 1930 |                                       | Karl Landsteiner                    | Áo                       | converted from Judaism to Giáo hội Công giáo Rôma in 1890 | "for his discovery of human blood groups" |
| 1931 |                                       | Otto Heinrich Warburg               | Đức                      | Thiên Chúa Giáo                                           | "for his discovery of the nature and mode of action of the respiratory enzyme" |
| 1932 |                                       | Sir Charles Scott Sherrington       | Anh                      | Anh Giáo                                                  | "for his discoveries regarding the functions of neurons" |
| 1934 |                                       | George Hoyt Whipple                 | Hoa Kỳ                   | Tin Lành                                                  | "for their discoveries concerning gan therapy in cases of anaemia" |
| 1934 |                                       | George Richards Minot               | Hoa Kỳ                   | Tin Lành                                                  | "for their discoveries concerning gan therapy in cases of anaemia" |
| 1934 |                                       | William Parry Murphy                | Hoa Kỳ                   | Tin Lành                                                  | "for their discoveries concerning gan therapy in cases of anaemia" |
| 1935 |                                       | Hans Spemann                        | Đức                      | Tin Lành                                                  | "for his discovery of the organizer effect in embryonic development" |
| 1937 |                                       | Albert Szent-Györgyi von Nagyrapolt | Hungary                  | Calvinist                                                 | "for his discoveries in connection with the biological combustion processes, with special reference to vitamin C and the catalysis of fumaric acid"                                                                                                |
| 1938 |                                       | Corneille Jean François Heymans     | Bỉ                       | Giáo hội Công giáo Rôma                                   | "for the discovery of the role played by the sinus và aortic mechanisms in the regulation of respiration" |
| 1939 |                                       | Gerhard Domagk                      | Đức                      | Tin Lành                                                  | "for the discovery of the antibacterial effects of prontosil" |
| 1943 |                                       | Carl Peter Henrik Dam               | Đan Mạch                 | Tin Lành                                                  | "for his discovery of vitamin K" |
| 1943 |                                       | Edward Adelbert Doisy               | Hoa Kỳ                   | Tin Lành (Congregationalists)                             | "for his discovery of the chemical nature of vitamin K" |
| 1945 |                                       | Sir Alexander Fleming               | Anh                      | Giáo hội Công giáo Rôma                                   | "for the discovery of penicillin and its curative effect in various infectious diseases" |
| 1947 |                                       | Carl Ferdinand Cori                 | Hoa Kỳ                   | Giáo hội Công giáo Rôma                                   | "for their discovery of the course of the catalytic conversion of glycogen" |
| 1947 |                                       | Gerty Theresa Cori, née Radnitz     | Hoa Kỳ                   | Giáo hội Công giáo Rôma                                   | "for their discovery of the course of the catalytic conversion of glycogen" |
| 1947 |                                       | Bernardo Alberto Houssay            | Argentina                | Giáo hội Công giáo Rôma                                   | "for his discovery of the part played by the hormone of the anterior pituitary lobe in the metabolism of sugar" |
| 1949 |                                       | António Caetano Egas Moniz          | Bồ Đào Nha               | Giáo hội Công giáo Rôma                                   | "for his discovery of the therapeutic value of leucotomy (lobotomy) in certain psychoses" |
| 1951 |                                       | Max Theiler                         | Cộng hòa Nam Phi         | Tin Lành                                                  | "for his discoveries concerning yellow fever and how to combat it" |
| 1957 |                                       | Daniel Bovet                        | Ý                        | Tin Lành                                                  | "for his discoveries relating to synthetic compounds that inhibit the action of certain body substances, and especially their action on the vascular system and the skeletal muscles"                                                              |
| 1958 | Tập tin:George Wells Beadle.jpg       | George Wells Beadle                 | Hoa Kỳ                   | Thiên Chúa Giáo                                           | "for their discovery that genes act by regulating definite chemical events" |
| 1958 | Tập tin:Edward Lawrie Tatum nobel.jpg | Edward Lawrie Tatum                 | Hoa Kỳ                   | Thiên Chúa Giáo                                           | "for their discovery that genes act by regulating definite chemical events" |
| 1959 | Tập tin:Severo Ochoa nobel.jpg        | Severo Ochoa                        | Tây Ban Nha              | Giáo hội Công giáo Rôma                                   | "for their discovery of the mechanisms in the biological synthesis of ribonucleic acid và deoxyribonucleic acid" |
| 1960 |                                       | Sir Frank Macfarlane Burnet         | Australia                | Tin Lành                                                  | "for discovery of acquired immunological tolerance" |
| 1961 |                                       | Georg von Békésy                    | Hoa Kỳ                   | Thiên Chúa Giáo                                           | "for his discoveries of the physical mechanism of stimulation within the cochlea" |
| 1963 |                                       | Sir John Carew Eccles               | Australia                | Giáo hội Công giáo Rôma                                   | "for his discoveries concerning the ionic mechanisms involved in excitation and inhibition in the peripheral and central portions of the nerve cell membrane"                                                                                      |
| 1967 |                                       | Ragnar Granit                       | Phần Lan/Thụy Điển       | Tin Lành                                                  | "for their discoveries concerning the primary physiological and chemical visual processes in the eye" |
| 1967 |                                       | Haldan Keffer Hartline              | Hoa Kỳ                   | Tin Lành                                                  | "for their discoveries concerning the primary physiological and chemical visual processes in the eye" |
| 1972 |                                       | Rodney Robert Porter                | Hoa Kỳ                   | Methodists                                                | "for their discoveries concerning the chemical structure of antibodies" |
| 1974 |                                       | Albert Claude                       | Bỉ                       | Giáo hội Công giáo Rôma                                   | "for their discoveries concerning the structural and functional organization of the cell" |
| 1974 |                                       | George E. Palade                    | Romania                  | Chính thống giáo Đông phương                              | "for their discoveries concerning the structural and functional organization of the cell" |
| 1975 |                                       | Renato Dulbecco                     | Ý Hoa Kỳ                 | Giáo hội Công giáo Rôma                                   | "for his discoveries concerning the interaction between tumour viruses and the genetic material of the cell" |
| 1976 |                                       | D. Carleton Gajdusek                | Hoa Kỳ                   | Calvinist                                                 | "for their discoveries concerning new mechanisms for the origin and dissemination of infectious diseases" |
| 1978 |                                       | Werner Arber                        | Thuỵ Sĩ                  | Tin Lành                                                  | "for the discovery of restriction enzymes and their application to problems of molecular genetics" |
| 1983 |                                       | Barbara McClintock                  | Hoa Kỳ                   | Tin Lành (Congregationalists)                             | "for her discovery of mobile genetic elements" |
| 1988 |                                       | Sir James W. Black                  | Anh                      | Tin Lành (Baptist)                                        | "for their discoveries of important principles for drug treatment" |
| 1988 |                                       | George H. Hitchings                 | Hoa Kỳ                   | Thiên Chúa Giáo                                           | "for their discoveries of important principles for drug treatment" |
| 1990 |                                       | Joseph E. Murray                    | Hoa Kỳ                   | Giáo hội Công giáo Rôma                                   | "for his discoveries concerning organ and cell transplantation in the treatment of human disease" |
| 1992 |                                       | Edmond H. Fischer                   | Thuỵ Sĩ Hoa Kỳ           | Tin Lành (Presbyterian)                                   | "for their discoveries concerning reversible protein phosphorylation as a biological regulatory mechanism" |
| 1995 |                                       | Eric F. Wieschaus                   | Hoa Kỳ                   | Giáo hội Công giáo Rôma                                   | "for his discoveries concerning the genetic control of early embryonic development" |
| 1998 |                                       | Louis J. Ignarro                    | Hoa Kỳ                   | Giáo hội Công giáo Rôma                                   | "for their discoveries concerning nitric oxit as a signalling molecule in the cardiovascular system" |
| 1998 |                                       | Ferid Murad                         | Hoa Kỳ                   | Thiên Chúa Giáo                                           | "for their discoveries concerning nitric oxit as a signalling molecule in the cardiovascular system" |
| 2000 |                                       | Paul Greengard                      | Hoa Kỳ                   | Tin Lành ([[Episcopal Church (Hoa Kỳ)\|Episcopalian]])    | "for his discoveries concerning signal transduction in the nervous system" |
| 2004 |                                       | Linda B. Buck                       | Hoa Kỳ                   | Thiên Chúa Giáo                                           | "for her discoveries of odorant receptors and the organization of the olfactory system" |
| 2007 |                                       | Mario R. Capecchi                   | Hoa Kỳ                   | Quaker                                                    | "for their discoveries of principles for introducing specific gene modifications in mice by the use of embryonic stem cells." |
| 2007 |                                       | Sir Martin J. Evans                 | Anh                      | Thiên Chúa Giáo                                           | "for their discoveries of principles for introducing specific gene modifications in mice by the use of embryonic stem cells." |
| 2012 |                                       | Sir John B. Gurdon                  | Anh                      | Tin Lành (Anh Giáo)                                       | "for the discovery that mature cells can be reprogrammed to become pluripotent" |

## Văn học
| Năm  | Người nhận giải | Người nhận giải        | Quốc gia                                              | Hệ phái | Cơ sở lý luận |
| ---- | --------------- | ---------------------- | ----------------------------------------------------- | --- | --- |
| 1902 |                 | Theodor Mommsen        | Đức                                                   | Tin Lành | "the greatest living master of the art of historical writing, with special reference to his monumental work, A History of Rome" |
| 1903 |                 | Bjørnstjerne Bjørnson  | Hội tụ giữa Thụy Điển và Na Uy                        | Tin Lành | "as a tribute to his noble, magnificent and versatile poetry, which has always been distinguished by both the freshness of its inspiration and the rare purity of its spirit"                                                             |
| 1904 |                 | Frédéric Mistral       | Pháp                                                  | Giáo hội Công giáo Rôma                                                                                          | "in recognition of the fresh originality and true inspiration of his poetic production, which faithfully reflects the natural scenery and native spirit of his people, and, in addition, his significant work as a Provençal philologist" |
| 1904 |                 | José Echegaray         | Tây Ban Nha                                           | Giáo hội Công giáo Rôma                                                                                          | "in recognition of the numerous and brilliant compositions which, in an individual and original manner, have revived the great traditions of the Spanish drama"                                                                           |
| 1905 |                 | Henryk Sienkiewicz     |                                                       | Giáo hội Công giáo Rôma                                                                                          | "because of his outstanding merits as an epic writer" |
| 1909 |                 | Selma Lagerlöf         | Thụy Điển                                             | Thiên Chúa Giáo                                                                                                  | "in appreciation of the lofty idealism, vivid imagination and spiritual perception that characterize her writings" |
| 1910 |                 | Paul von Heyse         | Đức                                                   | Tin Lành of Jewish descent                                                                                       | "as a tribute to the consummate artistry, permeated with idealism, which he has demonstrated during his long productive career as a lyric poet, dramatist, novelist and writer of world-renowned short stories"                           |
| 1916 |                 | Verner von Heidenstam  | Thụy Điển                                             | Thiên Chúa Giáo                                                                                                  | "in recognition of his significance as the leading representative of a new era in our literature" |
| 1923 |                 | William Butler Yeats   | Ireland                                               | Anglica | "for his always inspired poetry, which in a highly artistic form gives expression to the spirit of a whole nation" |
| 1924 |                 | Władysław Reymont      | Ba Lan                                                | Giáo hội Công giáo Rôma                                                                                          | "for his great national epic, The Peasants" |
| 1926 |                 | Grazia Deledda         | Ý                                                     | Giáo hội Công giáo Rôma                                                                                          | "for her idealistically inspired writings which with plastic clarity picture the life on her native island and with depth and sympathy deal with human problems in general"                                                               |
| 1928 |                 | Sigrid Undset          | Norway · (sinh ra Denmark)                            | Giáo hội Công giáo Rôma                                                                                          | "principally for her powerful descriptions of Northern life during the Middle Ages" |
| 1929 |                 | Thomas Mann            | Đức                                                   | Tin Lành (Lutheran)                                                                                              | "principally for his great novel, Buddenbrooks, which has won steadily increased recognition as one of the classic works of contemporary literature"                                                                                      |
| 1933 |                 | Ivan Bunin             | Pháp (sinh ra ở Nga)                                  | Chính thống giáo Đông phương                                                                                     | "for the strict artistry with which he has carried on the classical Russian traditions in prose writing" |
| 1938 |                 | Pearl S. Buck          | Hoa Kỳ                                                | Tin Lành (Southern Presbyterian)                                                                                 | "for her rich and truly epic descriptions of peasant life in China and for her biographical masterpieces" |
| 1945 |                 | Gabriela Mistral       | Chile                                                 | Giáo hội Công giáo Rôma                                                                                          | "for her lyric poetry which, inspired by powerful emotions, has made her name a symbol of the idealistic aspirations of the entire Latin American world"                                                                                  |
| 1946 |                 | Hermann Hesse          | Thụy Sĩ · (sinh ra ở Đức)                             | Thiên Chúa Giáo                                                                                                  | "for his inspired writings which, while growing in boldness and penetration, exemplify the classical humanitarian ideals and high qualities of style"                                                                                     |
| 1947 |                 | André Gide             | Pháp                                                  | Tin Lành | "for his comprehensive and artistically significant writings, in which human problems and conditions have been presented with a fearless love of truth and keen psychological insight"                                                    |
| 1948 |                 | T. S. Eliot            | Anh (sinh ra ở Hoa Kỳ)                                | Anglican | "for his outstanding, pioneer contribution to present-day poetry" |
| 1949 |                 | William Faulkner       | Hoa Kỳ                                                | Tin Lành (Episcopalian)                                                                                          | "for his powerful and artistically unique contribution to the modern American novel" |
| 1952 |                 | François Mauriac       | Pháp                                                  | Giáo hội Công giáo Rôma                                                                                          | "for the deep spiritual insight and the artistic intensity with which he has in his novels penetrated the drama of human life" |
| 1953 |                 | Sir Winston Churchill  | Anh                                                   | Anh Giáo | "for his mastery of historical and biographical description as well as for brilliant oratory in defending exalted human values" |
| 1954 |                 | Ernest Hemingway       | Hoa Kỳ                                                | Converts to Roman Catholicism                                                                                    | "for his mastery of the art of narrative, most recently demonstrated in The Old Man and the Sea, and for the influence that he has exerted on contemporary style"                                                                         |
| 1955 |                 | Halldór Laxness        | Iceland                                               | Converts to Roman Catholicism                                                                                    | "for his vivid epic power which has renewed the great narrative art of Iceland" |
| 1956 |                 | Juan Ramón Jiménez     | Puerto Rico (sinh ra ở Tây Ban Nha)                   | Giáo hội Công giáo Rôma                                                                                          | "for his lyrical poetry, which in Spanish language constitutes an example of high spirit and artistical purity" |
| 1958 |                 | Boris Pasternak        | Soviet Union                                          | Cải đạo sang Chính thống giáo Đông phương nguồn gốc từ Do Thái Giáo                                              | "for his important achievement both in contemporary lyrical poetry and in the field of the great Russian epic tradition" |
| 1961 |                 | Ivo Andrić             | Yugoslavia · (sinh ra ở Áo-Hungary)                   | Giáo hội Công giáo Rôma                                                                                          | "for the epic force with which he has traced themes and depicted human destinies drawn from the history of his country" |
| 1962 |                 | John Steinbeck         | Hoa Kỳ\| Raised Episcopalian later he become agnostic | "for his realistic and imaginative writings, combining as they do sympathetic humour and keen social perception" | |
| 1963 |                 | Giorgos Seferis        | Hy Lạp · (sinh ra ở Ottoman Empire)                   | Greek Orthodox                                                                                                   | "for his eminent lyrical writing, inspired by a deep feeling for the Hellenic world of culture" |
| 1967 |                 | Miguel Ángel Asturias  | Guatemala                                             | Giáo hội Công giáo Rôma                                                                                          | "for his vivid literary achievement, deep-rooted in the national traits and traditions of Indian peoples of Latin America" |
| 1969 |                 | Samuel Beckett         | Pháp (sinh ra ở Ireland)                              | Anglican (Church of Ireland)                                                                                     | "for his writing, which - in new forms for the novel and drama - in the destitution of modern man acquires its elevation" |
| 1970 |                 | Aleksandr Solzhenitsyn | Soviet Union                                          | Chính thống giáo Đông phương                                                                                     | "for the ethical force with which he has pursued the indispensable traditions of Russian literature" |
| 1972 |                 | Heinrich Böll          | Tây Đức                                               | Giáo hội Công giáo Rôma                                                                                          | "for his writing which through its combination of a broad perspective on his time and a sensitive skill in characterization has contributed to a renewal of German literature"                                                            |
| 1979 |                 | Odysseas Elytis        | Greece                                                | Chính thống giáo Hy Lạp                                                                                          | "for his poetry, which, against the background of Greek tradition, depicts with sensuous strength and intellectual clear-sightedness modern man's struggle for freedom and creativeness"                                                  |
| 1980 |                 | Czesław Miłosz         | Hoa Kỳ (sinh ra ở Ba Lan)                             | Giáo hội Công giáo Rôma                                                                                          | "who with uncompromising clear-sightedness voices man's exposed condition in a world of severe conflicts" |
| 1982 |                 | Gabriel García Márquez | Colombia                                              | Giáo hội Công giáo Rôma                                                                                          | "for his novels and short stories, in which the fantastic and the realistic are combined in a richly composed world of imagination, reflecting a continent's life and conflicts"                                                          |
| 1989 |                 | Camilo José Cela       | Tây Ban Nha                                           | Giáo hội Công giáo Rôma                                                                                          | "for a rich and intensive prose, which with restrained compassion forms a challenging vision of man's vulnerability" |
| 1990 |                 | Octavio Paz            | Mexico                                                | Giáo hội Công giáo Rôma                                                                                          | "for impassioned writing with wide horizons, characterized by sensuous intelligence and humanistic integrity" |
| 1992 |                 | Derek Walcott          | Saint Lucia                                           | Tin Lành (Methodist)                                                                                             | "for a poetic oeuvre of great luminosity, sustained by a historical vision, the outcome of a multicultural commitment" |
| 1993 |                 | Toni Morrison          | Hoa Kỳ                                                | Giáo hội Công giáo Rôma                                                                                          | "who in novels characterized by visionary force and poetic import, gives life to an essential aspect of American reality" |
| 1999 |                 | Günter Grass           | Đức                                                   | Giáo hội Công giáo Rôma                                                                                          | "whose frolicsome black fables portray the forgotten face of history" |
| 2003 |                 | J. M. Coetzee          | Cộng hòa Nam Phi Australia                            | Tin Lành | "who in innumerable guises portrays the surprising involvement of the outsider" |
| 2008 |                 | J. M. G. Le Clézio     | Pháp · Mauritius                                      | Giáo hội Công giáo Rôma                                                                                          | "author of new departures, poetic adventure and sensual ecstasy, explorer of a humanity beyond and below the reigning civilization" |
| 2010 |                 | Mario Vargas Llosa     | Peru · Tây Ban Nha                                    | Giáo hội Công giáo Rôma                                                                                          | "for his cartography of structures of power and his trenchant images of the individual's resistance, revolt, and defeat" |

## Hòa Bình
| Năm  | Người nhận giải                    | Người nhận giải                       | Quốc gia                                       | Hệ phái                                                     | Cơ sở lý luận |
| ---- | ---------------------------------- | ------------------------------------- | ---------------------------------------------- | ----------------------------------------------------------- | --- |
| 1902 |                                    | Élie Ducommun                         | Thụy Sĩ                                        | Tin Lành                                                    | "[For his role as] the first honorary secretary of the International Peace Bureau" |
| 1902 |                                    | Charles Albert Gobat                  | Thụy Sĩ                                        | Tin Lành                                                    | "[For his role as the] first Secretary General of the Inter-Parliamentary Union" |
| 1903 |                                    | William Randal Cremer                 | Anh                                            | Methodist                                                   | "[For his role as the] the 'first father' of the Inter-Parliamentary Union" |
| 1905 |                                    | Bertha von Suttner                    | Áo-Hungary                                     | Giáo hội Công giáo Rôma                                     | For authoring Lay Down Your Arms and contributing to the creation of the Prize |
| 1906 |                                    | Theodore Roosevelt                    | Hoa Kỳ                                         | Tin Lành (Dutch Reformed Church)                            | "[F]or his successful mediation to end the Russo-Japanese war and for his interest in arbitration, having provided the Hague arbitration court with its very first case" |
| 1907 |                                    | Ernesto Teodoro Moneta                |                                                | Giáo hội Công giáo Rôma                                     | "[For his work as a] key leader of the Italian peace movement" |
| 1907 |                                    | Louis Renault                         | Pháp                                           | Giáo hội Công giáo Rôma                                     | "[For his work as a] leading French international jurist and a member of the Permanent Court of Arbitration at The Hague" |
| 1909 |                                    | Auguste Beernaert                     | Bỉ                                             | Giáo hội Công giáo Rôma                                     | "[For being a] representative to the two Hague conferences, and a leading figure in the Inter-Parliamentary Union" |
| 1909 |                                    | Paul Henri d'Estournelles de Constant | Pháp                                           | Tin Lành (Calvinist)                                        | "[For] combined diplomatic work for Pháp–Đức relations\|Franco-German]] và Pháp – Anh relations\|Franco-British understanding]] with a distinguished career in international arbitration" |
| 1912 |                                    | Elihu Root[A]                         | Hoa Kỳ                                         | Tin Lành (Presbyterian)                                     | "[F]or his strong interest in international arbitration and for his plan for a world court" |
| 1919 |                                    | Woodrow Wilson                        | Hoa Kỳ                                         | Tin Lành (Presbyterian)                                     | "[F]or his crucial role in establishing the League of Nations" |
| 1921 |                                    | Hjalmar Branting                      | Thụy Sĩ                                        | Lutheran ([[Church of Thụy Điển]])                          | "[F]or his work in the League of Nations" |
| 1921 |                                    | Christian Lange                       | Norway                                         | Lutheran ([[Church of Na Uy]])                              | "[For his work as] the first secretary of the Norwegian Nobel Committee" and "the secretary-general of the Inter-Parliamentary Union" |
| 1925 |                                    | Austen Chamberlain[A]                 | Anh                                            | Unitarian                                                   | For work on the Locarno Treaties |
| 1925 |                                    | Charles G. Dawes[A]                   | Hoa Kỳ                                         | Tin Lành (Congregationalist)                                | "[F]or [work on] the Dawes Plan for German reparations which was seen as having provided the economic underpinning of the Locarno Pact of 1925" |
| 1926 |                                    | Gustav Stresemann                     | Đức                                            | Tin Lành                                                    | For work on the Locarno Treaties |
| 1927 |                                    | Ferdinand Buisson                     | Pháp                                           | Tin Lành                                                    | "[For] contributions to Pháp–Đức relations\|Franco-German]] popular reconciliation" |
| 1930 |                                    | Nathan Söderblom                      | Thụy Điển                                      | Lutheran (Church of Thụy Điển)                              | "[F]or his efforts to involve the churches not only in work for ecumenical unity, but also for world peace" |
| 1931 |                                    | Jane Addams                           | Hoa Kỳ                                         | Tin Lành (Presbyterian)                                     | "[F]or her social reform work" and "leading the Women's International League for Peace and Freedom" |
| 1931 |                                    | Nicholas Murray Butler                | Hoa Kỳ                                         | Tin Lành ([[Episcopal Church (Hoa Kỳ)\|Episcopalian]])      | "[For his promotion] of the Briand-Kellogg pact" and for his work as the "leader of the more establishment-oriented part of the American peace movement" |
| 1934 |                                    | Arthur Henderson                      | Anh                                            | Tin Lành (Methodist)                                        | "[F]or his work for the League, particularly its efforts in disarmament" |
| 1935 |                                    | Carl von Ossietzky[B]                 |                                                | Tin Lành (Lutheran)                                         | "[For his] struggle against Đức's rearmament" |
| 1945 |                                    | Cordell Hull                          | Hoa Kỳ                                         | Tin Lành (Episcopalian)                                     | "[For] his fight against isolationism at home, his efforts to create a peace bloc of states on the American continents, and his work for the United Nations Organization" |
| 1946 |                                    | Emily Greene Balch                    | Hoa Kỳ                                         | Quaker                                                      | "Formerly Professor of History and Sociology; Honorary International President, Women's International League for Peace and Freedom" |
| 1946 |                                    | John Raleigh Mott                     | Hoa Kỳ                                         | Tin Lành (Methodist)                                        | "Chairman, International Missionary Council; President, World Alliance of Young Men's Christian Associations" |
| 1947 |                                    | Friends Service Council               | Anh                                            | Quaker                                                      | "compassion for others and the desire to help them" |
| 1947 | American Friends Service Committee | Hoa Kỳ                                | Religious Society of Friends (Quaker)          |                                                             | "compassion for others and the desire to help them" |
| 1949 |                                    | The Lord Boyd-Orr                     | Anh                                            | Tin Lành (Free Church of Scotland)                          | "Physician; Alimentary Politician; Prominent organizer and Director, General Food and Agricultural Organization; President, National Peace Council and World Union of Peace Organizations" |
| 1950 |                                    | Ralph Bunche                          | Hoa Kỳ                                         | Tin Lành (Baptist)                                          | "Professor, Harvard University Cambridge, MA; Director, division of Trusteeship, U.N.; Acting Mediator in Palestine, 1948" |
| 1952 |                                    | Albert Schweitzer                     |                                                | Thiên Chúa Giáo                                             | "Missionary surgeon; Founder of Lambaréné (République de Gabon)" |
| 1953 |                                    | George Catlett Marshall               | Hoa Kỳ                                         | Tin Lành (Episcopalian)                                     | "General President American Red Cross; Former Secretary of State and of Defense; Delegate U.N.; Originator of [the] 'Marshall Plan'" |
| 1957 |                                    | Lester Bowles Pearson                 | Canada                                         | Tin Lành (United Church of Canada)                          | "former Secretary of State for External Affairs of Canada; former President of the 7th Session of the United Nations General Assembly"; "for his role in trying to end the Suez conflict and to solve the Middle East question through the United Nations."                                                                                     |
| 1958 |                                    | Dominique Pire                        | Bỉ                                             | Giáo hội Công giáo Rôma                                     | "Father in the Dominican Order; Leader of the relief organization for refugees "L'Europe du Coeur au Service du Monde"" |
| 1959 |                                    | Philip Noel-Baker                     | Anh                                            | Quaker                                                      | "Member of Parliament; lifelong ardent worker for international peace and co-operation" |
| 1960 |                                    | Albert Lutuli                         | Cộng hòa Nam Phi (sinh ra ở Southern Rhodesia) | Tin Lành (Methodist)                                        | "President of the African National Congress," "was in the very forefront of the struggle against apartheid in Cộng hòa Nam Phi." |
| 1961 |                                    | Dag Hammarskjöld[C]                   | Thụy Điển                                      | Tin Lành (Lutheran)                                         | "Secretary General of the U.N.," awarded "for strengthening the organization." |
| 1964 |                                    | Martin Luther King, Jr.               | Hoa Kỳ                                         | Tin Lành (Baptist; Progressive National Baptist Convention) | Campaigner for civil rights, "first person in the Western world to have shown us that a struggle can be waged without violence." |
| 1970 |                                    | Norman E. Borlaug                     | Hoa Kỳ                                         | Tin Lành (Lutheran)                                         | "International Maize and Wheat Improvement Center;" "for his contributions to the "green revolution" that was having such an impact on food production particularly in Asia and in Latin America." |
| 1971 |                                    | Willy Brandt                          | Tây Đức                                        | Tin Lành (Lutheran)                                         | "[[Chancellor of Đức (Federal Republic)\|Chancellor of the Federal Republic of Đức]]; for West Đức's Ostpolitik" |
| 1974 |                                    | Seán MacBride                         | Ireland · (sinh ra tại Pháp)                   | Giáo hội Công giáo Rôma                                     | "President of the International Peace Bureau; President of the Commission of Namibia." "For his strong interest in human rights: piloting the European Convention on Human Rights through the Council of Europe, helping found and then lead Amnesty International and serving as secretary-general of the International Commission of Jurists" |
| 1976 |                                    | Betty Williams                        | Anh                                            | Giáo hội Công giáo Rôma                                     | "Founder[s] of the Northern Ireland Peace Movement (later renamed Community of Peace People)" |
| 1976 |                                    | Mairead Corrigan                      | Anh                                            | Giáo hội Công giáo Rôma                                     | "Founder[s] of the Northern Ireland Peace Movement (later renamed Community of Peace People)" |
| 1979 |                                    | Mother Teresa                         | Albania (sinh ra ở Ottoman Kosovo)             | Giáo hội Công giáo Rôma                                     | "Founder of Missionaries of Charity" |
| 1980 |                                    | Adolfo Pérez Esquivel                 | Argentina                                      | Giáo hội Công giáo Rôma                                     | "Human rights leader;" "founded non-violent human rights organizations to fight the military junta that was ruling his country (Argentina)." |
| 1982 |                                    | Alfonso García Robles                 | Mexico                                         | Giáo hội Công giáo Rôma                                     | "[for] his magnificent work in the disarmament negotiations of the United Nations, where they have both played crucial roles and won international recognition" |
| 1983 |                                    | Lech Wałęsa                           | Ba Lan                                         | Giáo hội Công giáo Rôma                                     | "Founder of Solidarność; campaigner for human rights" |
| 1984 |                                    | Desmond Tutu                          | Cộng hòa Nam Phi                               | Tin Lành (Anglican)                                         | "Bishop of Johannesburg; former Secretary General, South African Council of Churches" |
| 1987 |                                    | Óscar Arias                           | Costa Rica                                     | Giáo hội Công giáo Rôma                                     | "for his work for peace in Central America, efforts which led to the accord signed in Guatemala on August 7 this year" |
| 1993 |                                    | Nelson Mandela                        | Cộng hòa Nam Phi                               | Tin Lành (Methodist)                                        | "for their work for the peaceful termination of the apartheid regime, and for laying the foundations for a new democratic Cộng hòa Nam Phi" |
| 1993 |                                    | Frederik Willem de Klerk              | Cộng hòa Nam Phi                               | Tin Lành (Reformed)                                         | "for their work for the peaceful termination of the apartheid regime, and for laying the foundations for a new democratic Cộng hòa Nam Phi" |
| 1996 |                                    | Carlos Filipe Ximenes Belo            | Indonesia                                      | Giáo hội Công giáo Rôma                                     | "for their work towards a just and peaceful solution to the conflict in East Timor." |
| 1996 |                                    | José Ramos-Horta                      | Indonesia                                      | Giáo hội Công giáo Rôma                                     | "for their work towards a just and peaceful solution to the conflict in East Timor." |
| 1998 |                                    | John Hume                             | Anh                                            | Giáo hội Công giáo Rôma                                     | "for their efforts to find a peaceful solution to the conflict in Northern Ireland" |
| 1998 |                                    | David Trimble                         | Anh                                            | Tin Lành (Presbyterian)                                     | "for their efforts to find a peaceful solution to the conflict in Northern Ireland" |
| 2000 |                                    | Kim Dae-jung                          | Hàn Quốc                                       | Giáo hội Công giáo Rôma                                     | "for his work for democracy and human rights in South Korea and in East Asia in general, and for peace and reconciliation with North Korea in particular" |
| 2001 | Kofi Annan, Photo: Harry Wad       | Kofi Annan                            | Ghana                                          | Tin Lành                                                    | "for his work for a better organized and more peaceful world" |
| 2002 |                                    | Jimmy Carter                          | Hoa Kỳ                                         | Tin Lành (Baptist)                                          | "for his decades of untiring effort to find peaceful solutions to international conflicts, to advance democracy and human rights, and to promote economic and social development" |
| 2004 |                                    | Wangari Muta Maathai                  | Kenya                                          | Giáo hội Công giáo Rôma                                     | "for her contribution to sustainable development, democracy and peace" |
| 2007 |                                    | Al Gore                               | Hoa Kỳ                                         | Tin Lành (Baptist)                                          | "for his efforts to build up and disseminate greater knowledge about man-made climate change, and to lay the foundations for the measures that are needed to counteract such change" |
| 2008 |                                    | Martti Ahtisaari                      | Poland                                         | Tin Lành (Lutheran)                                         | "for his efforts on several continents and over more than three decades, to resolve international conflicts" |
| 2009 |                                    | Barack Obama                          | Hoa Kỳ                                         | Tin Lành                                                    | "for his extraordinary efforts to strengthen international diplomacy and cooperation between peoples." |
| 2011 |                                    | Ellen Johnson Sirleaf                 | Liberia                                        | Tin Lành (Methodist)                                        | "for their non-violent struggle for the safety of women and for women's rights to full participation in peace-building work" |
| 2011 |                                    | Leymah Gbowee                         | Liberia                                        | Tin Lành (Lutheran)                                         | "for their non-violent struggle for the safety of women and for women's rights to full participation in peace-building work" |

## Kinh Tế
| Năm  | Người nhận giải | Người nhận giải           | Quốc gia      | Hệ phái                                                  | Cơ sở lý luận |
| ---- | --------------- | ------------------------- | ------------- | -------------------------------------------------------- | --- |
| 1969 |                 | Ragnar Frisch             | Na Uy         | Tin Lành                                                 | "for having developed and applied dynamic models for the analysis of economic processes"                                                  |
| 1969 |                 | Jan Tinbergen             | Hà Lan        | Tin Lành                                                 | "for having developed and applied dynamic models for the analysis of economic processes"                                                  |
| 1975 |                 | Tjalling Koopmans         | Hà Lan-Hoa Kỳ | Tin Lành                                                 | "for his contributions to the theory of optimum allocation of resources"                                                                  |
| 1979 |                 | Theodore Schultz          | Hoa Kỳ        | Tin Lành                                                 | "for their pioneering research into economic development research with particular consideration of the problems of developing countries." |
| 1979 |                 | Arthur Lewis              | Anh           | Giáo hội Công giáo Rôma                                  | "for their pioneering research into economic development research with particular consideration of the problems of developing countries." |
| 1982 |                 | George Stigler            | Hoa Kỳ        | Thiên Chúa Giáo                                          | "for his seminal studies of industrial structures, functioning of markets and causes and effects of public regulation"                    |
| 1986 |                 | James M. Buchanan         | Hoa Kỳ        | Tin Lành                                                 | "for his development of the contractual and constitutional bases for the theory of economic and political decision-making"                |
| 1988 |                 | Maurice Allais            | Pháp          | Giáo hội Công giáo Rôma                                  | "for his pioneering contributions to the theory of markets and efficient utilization of resources"                                        |
| 1989 |                 | Trygve Haavelmo           | Na Uy         | Tin Lành                                                 | "for his clarification of the probability theory foundations of econometrics and his analyses of simultaneous economic structures"        |
| 1994 |                 | John Harsanyi             | Hoa Kỳ        | Raised a devout Catholic, later he abandoned Catholicism | "for their pioneering analysis of equilibria in the theory of non-cooperative games."                                                     |
| 1994 |                 | Reinhard Selten           | Đức           | Raised as Tin Lành, later he left the church             | "for their pioneering analysis of equilibria in the theory of non-cooperative games."                                                     |
| 1996 |                 | William Vickrey           | Canada-Hoa Kỳ | Quaker                                                   | "for his fundamental contributions to the economic theory of incentives under asymmetric information"                                     |
| 2003 |                 | Robert F. Engle           | Hoa Kỳ        | Quaker                                                   | "for methods of analyzing economic time series with time-varying volatility (ARCH)"                                                       |
| 2003 |                 | Clive Granger             | Anh           | Thiên Chúa Giáo                                          | "for methods of analyzing economic time series with common trends (cointegration)"                                                        |
| 2009 |                 | Elinor Ostrom             | Hoa Kỳ        | Tin Lành                                                 | "for her analysis of economic governance, especially the commons"                                                                         |
| 2010 |                 | Christopher A. Pissarides | Cyprus        | Chính thống giáo Đông phương                             | "for his analysis of markets with search frictions"                                                                                       |
| 2013 |                 | Eugene F. Fama            | Hoa Kỳ        | Giáo hội Công giáo Rôma                                  | "for their empirical analysis of asset prices."                                                                                           |
| 2013 |                 | Robert J. Shiller         | Hoa Kỳ        | Tin Lành (Methodist)                                     | "for their empirical analysis of asset prices."                                                                                           |

## Những người đoạt giải Nobel đã cải đạo sang Kitô giáo
| Năm  | Người nhận giải | Người nhận giải                 | Danh mục giải thưởng  | Tôn giáo cũ         | Đã cải đạo sang              |
| ---- | --------------- | ------------------------------- | --------------------- | ------------------- | ---------------------------- |
| 1912 |                 | Alexis Carrel                   | Sinh lý học và Y khoa | Chủ nghĩa vô thần   | Giáo hội Công giáo Rôma      |
| 1918 |                 | Fritz Haber                     | Hóa học               | Do Thái Giáo        | Tin Lành-Giáo hội Luther     |
| 1928 |                 | Sigrid Undset                   | Văn học               | Thuyết bất khả tri  | Giáo hội Công giáo Rôma      |
| 1930 |                 | Karl Landsteiner                | Sinh lý học và Y khoa | Do Thái Giáo        | Giáo hội Công giáo Rôma      |
| 1949 |                 | Gerty Theresa Cori, née Radnitz | Sinh lý học và Y khoa | Do Thái Giáo        | Giáo hội Công giáo Rôma      |
| 1954 |                 | Max Born                        | Vật lý                | Do Thái Giáo        | Giáo hội Luther              |
| 1958 |                 | Boris Pasternak                 | Văn học               | Do Thái Giáo        | Chính thống giáo Đông phương |
| 1970 |                 | Aleksandr Solzhenitsyn          | Văn học               | Chủ nghĩa vô thần   | Chính thống giáo Đông phương |
| 1980 |                 | Czesław Miłosz                  | Văn học               | Chủ nghĩa vô thần   | Giáo hội Công giáo Rôma      |
| 2000 |                 | Kim Dae-jung                    | Hòa bình              | Không xác định được | Giáo hội Công giáo Rôma      |